# والداختال
والداختال (به آلمانی: Waldachtal) یک شهر در آلمان است که در فرویدنشتادت واقع شده‌است. والداختال ۵٬۹۹۶ نفر جمعیت دارد.